# Зарубино (Кемеровская область)
Зарубино — село в Топкинском районе Кемеровской области, является административным центром Зарубинского сельского поселения.

## География
Село Зарубино расположено к северу от районного центра города Топки (расстояние 29 км.) и северо-западнее от областного центра города Кемерово (расстояние 52 км.). Расположена в долине реки Стрельна, которая протекает с юга на север по всему селу.

## Население
По данным Всероссийской переписи населения 2010 года, в посёлке Зарубино проживало 1427 человек (677 мужчин, 750 женщин).

## Экономика
23 января 1962 года на базе укрупненного колхоза «Советская Россия» (Зарубино, Сосновка, Красная Поляна) и двух объединенных  колхозов Глубокинского сельского Совета «Прогресс» (Глубокое, Подонино) и «Заветы Ленина» (Медынино, Усть-Стрельно) возник совхоз «Зарубинский», который просуществовал ровно 30 лет, хотя впоследствии от него отделился совхоз «Глубокинский», ныне СХПК «Элита»
В с. Зарубино 2 школы: средняя общеобразовательная и коррекционная школа–интернат, детский сад и школа искусств, культурно–досуговый центр, стадион, участковая больница, 9 магазинов, отделение почтовой  связи, АТС, мастерский участок №5 Топкинского РЭС, участок ЖКХ.